# The Most Incredible Thing (album)
 (juillet 2013).
Si vous disposez d'ouvrages ou d'articles de référence ou si vous connaissez des sites web de qualité traitant du thème abordé ici, merci de compléter l'article en donnant les références utiles à sa vérifiabilité et en les liant à la section « Notes et références ».
Albums de Neil Tennant, Chris Lowe (Pet Shop Boys)
Ultimate
(1er novembre 2010) Format
(3 février 2012)
The Most Incredible Thing est un album de Neil Tennant et Chris Lowe (Pet Shop Boys), édité le 14 mars 2011, ainsi que la partition du ballet du même nom, tiré d'un conte de Hans Christian Andersen. Il a été produit par le groupe et Sven Helbig.

## Formats et éditions
- Livre-disque 2 CD composé de 21 titres.
- Un coffret collector deluxe, recouvert de soie, numéroté à 500 copies monde et comprenant 6 disques vinyles (42 titres) ainsi qu'un livret dédicacé a spécialement été créé par The Vinyl factory[1].

## Disque un

### Acte un
| No | Titre                                       | Auteur                    | Durée |
| -- | ------------------------------------------- | ------------------------- | ----- |
| 1. | Prologue                                    | Neil Tennant/Chris Lowe   | 1:48  |
| 2. | The Grind                                   | Neil Tennant / Chris Lowe | 7:10  |
| 3. | The Challenge (interprété par Neil Tennant) | Neil Tennant / Chris Lowe | 3:56  |
| 4. | Help Me                                     | Neil Tennant / Chris Lowe | 2:10  |
| 5. | Risk                                        | Neil Tennant / Chris Lowe | 5:31  |
| 6. | Physical Jerks                              | Neil Tennant / Chris Lowe | 3:41  |
| 7. | The Competition                             | Neil Tennant / Chris Lowe | 6:47  |
| 8. | The Meeting                                 | Neil Tennant / Chris Lowe | 2:52  |

### Acte deux
| No  | Titre              | Auteur                    | Durée |
| --- | ------------------ | ------------------------- | ----- |
| 9.  | The Clock 1/2/3    | Neil Tennant/Chris Lowe   | 5:47  |
| 10. | The Clock 4/5/6    | Neil Tennant / Chris Lowe | 4:01  |
| 11. | The Clock 7/8/9    | Neil Tennant / Chris Lowe | 6:24  |
| 12. | The Clock 10/11/12 | Neil Tennant / Chris Lowe | 6:29  |
| 13. | The Winner         | Neil Tennant / Chris Lowe | 2:15  |
| 14. | Destruction        | Neil Tennant / Chris Lowe | 4:11  |

## Disque deux

### Acte Trois
| No | Titre                               | Auteur                    | Durée |
| -- | ----------------------------------- | ------------------------- | ----- |
| 1. | Back to the Grind                   | Neil Tennant/Chris Lowe   | 5:19  |
| 2. | The Miracle – Ceremony              | Neil Tennant / Chris Lowe | 1:48  |
| 3. | The Miracle – Revolution            | Neil Tennant / Chris Lowe | 2:45  |
| 4. | The Miracle – Resurrection          | Neil Tennant / Chris Lowe | 2:17  |
| 5. | The Miracle – Colour and Light      | Neil Tennant / Chris Lowe | 3:00  |
| 6. | The Miracle – The Meeting (Reprise) | Neil Tennant / Chris Lowe | 2:00  |
| 7. | The Wedding                         | Neil Tennant / Chris Lowe | 3:22  |